# 寸

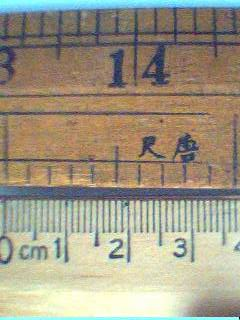
「唐尺」一寸，約等於3.7公分。十寸，等於英寸。

寸是中國傳統的長度單位。一尺為十寸，一寸為十分。於中國周代已經出現，後傳到東亞等地。在文學上常用作比喻短的事物。
寸口是中醫切脈的部位，約在手掌後一寸處。
中國歷代長度皆不同。於現代，中國大陸將市制一寸定為{\displaystyle 3.{\overline {3}}}厘米，台灣通稱為台尺、台寸，一台寸為{\displaystyle 3.{\overline {03}}}厘米，香港則定為{\displaystyle 3.71475}厘米。